# Totainville
Totainville és un municipi francès, situat al departament dels Vosges i a la regió del Gran Est. L'any 2007 tenia 127 habitants.

## Demografia

### Població
El 2007 la població de fet de Totainville era de 127 persones. Hi havia 52 famílies, de les quals 16 eren unipersonals (4 homes vivint sols i 12 dones vivint soles), 16 parelles sense fills i 20 parelles amb fills.
La població ha evolucionat segons el següent gràfic:
Habitants censats

### Habitatges
El 2007 hi havia 53 habitatges, 51 eren l'habitatge principal de la família i 2 estaven desocupats. 50 eren cases i 3 eren apartaments. Dels 51 habitatges principals, 46 estaven ocupats pels seus propietaris i 5 estaven llogats i ocupats pels llogaters; 1 tenia dues cambres, 9 en tenien tres, 7 en tenien quatre i 34 en tenien cinc o més. 42 habitatges disposaven pel capbaix d'una plaça de pàrquing. A 13 habitatges hi havia un automòbil i a 32 n'hi havia dos o més.

### Piràmide de població
La piràmide de població per edats i sexe el 2009 era:
| Homes | Edats   | Dones |
| ----- | ------- | ----- |
| 0     | 95 o +  | 0     |
| 0     | 90 a 94 | 0     |
| 2     | 85 a 89 | 1     |
| 0     | 80 a 84 | 1     |
| 3     | 75 a 79 | 3     |
| 3     | 70 a 74 | 4     |
| 2     | 65 a 69 | 3     |
| 2     | 60 a 64 | 1     |
| 1     | 55 a 59 | 0     |
| 4     | 50 a 54 | 3     |
| 4     | 45 a 49 | 2     |
| 3     | 40 a 44 | 4     |
| 3     | 35 a 39 | 7     |
| 5     | 30 a 34 | 1     |
| 2     | 25 a 29 | 3     |
| 2     | 20 a 24 | 1     |
| 2     | 15 a 19 | 4     |
| 4     | 10 a 14 | 6     |
| 0     | 5 a 9   | 3     |
| 1     | 0 a 4   | 0     |

## Economia
El 2007 la població en edat de treballar era de 86 persones, 66 eren actives i 20 eren inactives. De les 66 persones actives 60 estaven ocupades (31 homes i 29 dones) i 6 estaven aturades (2 homes i 4 dones). De les 20 persones inactives 5 estaven jubilades, 8 estaven estudiant i 7 estaven classificades com a «altres inactius».
Activitats econòmiques
Dels 3 establiments que hi havia el 2007, 2 eren d'empreses de construcció i 1 d'una empresa de transport.
Els 2 serveis als particulars que hi havia el 2009 eren paletes.

## Poblacions més properes
El següent diagrama mostra les poblacions més properes.